# أبو بكر الصديق بيومي
الدكتور أبو بكر الصديق بيومي درس في علوم الإسكندرية وكان زميلا للدكتور أحمد زويل، لكنه انتقل إلى علوم القاهرة وتخرج فيها، ثم عين معيدا بها عام1967، ثم سافر بمنحة شخصية إلى جامعة أوروبا بالسويد وحصل هناك علي الدكتوراه في أحد أصعب مواضيع الرياضيات البحتة، عاد بعدها إلى جامعة القاهرة ليعمل في قسم الرياضيات إلا أنه اضطر للسفر مع زوجته للحصول على الدكتوراه من جامعة ستكهولم.

## مسيرته
اختارت أكاديمية جاليو ـ تليسوا العالمية بلندن العالم المصري الدكتور أبو بكر الصديق بيومي ليكون أفضل عالم رياضيات في العالم عام 2010 ومنحته الميدالية الذهبية مع 9 علماء من أمريكا وروسيا وأوروبا
ورغم أنه عاش في السويد وبعض الدول الأخرى لمدة 35 عاما إلا أنه رفض الحصول على أي جنسية أخرى حفاظا على تواصل أسرته مع وطنها ودينها حسب قوله.
وقدم الدكتور أبو بكر واحدا من أهم المؤلفات الرياضية التي طبعت في كبري دور النشر وأوسعها انتشارا، وقسمته الجامعات الأمريكية إلى خمسة أفرع تحمل اسم المؤلف مثل فضائيات بيومي الرياضية وحساب الاشتقاق البيومي والتفاضل البيومي.
ويؤكد د.أبو بكر أنه عمل مستشارا للحكومة المصرية بشكل غير رسمي طوال وجوده بالخارج، وقدم الكثير من الدراسات الاقتصادية ولم يأخذ بها أحد، بل وقدم دراسة حذر فيها الدكتور عاطف عبيد من كارثة اقتصادية ستحل بمصر في عهده وقدم الحلول المناسبة لتفاديها، لكن حكومة د.عبيد لم تلتفت لدراساته ويحلم بوجود وزارة لمحو الأمية ويحبذ فيه القادرون من الشباب من الجنسين ولا ننسى أن الرسول صلي الله عليه وسلم جعل المتعلم من الأنصار والمهاجرين يعلم الأمي منهم وذلك عند بداية دعوته للإسلام فهذا هو قدوتنا العظيمة.
ويشير إلي إمكانية حل مشكلة القمح عن طريق عمل الأبحاث لاستخدام الماء المالح في زراعة أنواع معينة من القمح وإرسال البعثات إلي الخارج لدراسة القمح بأنواعه وظروفه الملائمة لنوعيات أكثر إنتاجية، ويمكن أن تقوم الدولة بتوزيع أفدنة علي الشباب ويملكها من يزرعها قمحا.
ويؤكد فضلا عن ذلك أنه لا مانع من أن تزرع مصر قمحا في السودان لصالح البلدين فقد كان الفلاح المصري يزرع القطن لصالح مصانع النسيج بإنجلترا في وقت الاحتلال الإنجليزي بمصر.

## وصلات خارجية
- موقعه الشخصي.